# Altitypotherium
Altitypotherium es un género de mamíferos extintos perteneciente al suborden Typotheria. Vivió en el Mioceno temprano (22,5-17 millones de años antes del presente). Sus restos fósiles fueron hallados en la Formación Chucal en el altiplano del norte de Chile, cerca del Salar de Surire, en América del Sur.

## Etimología
Altitypotherium está compuesto por la palabra Alti (en referencia al altiplano del norte de Chile) y typotherium, el nombre antiguo del género Mesotherium que da nombre al orden Typotheria.

## Descripción
El género se conoce por restos diversos de cráneos y dientes, en los que llama la atención la ausencia del tercer molar superior y la persistencia de tres lóbulos en los molares superiores. El primer incisivo superior presenta dos surco en su parte lingual.